# Ashton Glacier
Ashton Glacier är en glaciär i Antarktis. Den ligger i Västantarktis. Argentina, Chile och Storbritannien gör anspråk på området. Ashton Glacier ligger 515 meter över havet.
Terrängen runt Ashton Glacier är varierad. Trakten är obefolkad. Det finns inga samhällen i närheten.